# Dicellostyles
Dicellostyles é um género botânico pertencente à família Malvaceae.

## Espécies
Contém as seguintes espécies:
- Dicellostyles axillaris